# Леонесса
Леонесса (итал. Leonessa) — коммуна в Италии, располагается в регионе Лацио, подчиняется административному центру Риети.
Население составляет 2730 человек, плотность населения составляет 13 чел./км². Занимает площадь 205 км². Почтовый индекс — 02016. Телефонный код — 0746.
Покровителем населённого пункта считается San Giuseppe da Leonessa. Праздник ежегодно празднуется 4 февраля.